# Thora Hallager
Thora Hallager (3. februar 1821 i København – 16. juni 1884) var en dansk fotograf og en af de allertidligste kvindelige fotografer i Danmark. Hun var halvsøster til Jacob Hallager.

## Liv
Hun var uægte barn af kasteljæger, senere musikdirigent i Hæren, graver, krigsassessor Andreas Hallager (død 1853) og Anne Margrethe Degen født Sunddahl. Fra 1828, hvor Andreas Hallager blev skilt, og til ca. 1846 boede forældrene sammen.

### Karriere
Som med andre fotografer i fotografiets barndom er oplysningerne sparsomme. Hallager havde tilegnet sig kunsten af fremkalde daguerreotypier, og hun lærte, så vidt vi ved, daguerreotypi under et studieophold i Paris 1855. Hun har dog sandsynligvis lært metoden meget tidligere og ønskede kun i den franske hovedstad at hente de nyeste erfaringer. I en ansøgning, hun har indsendt til Det Reiersenske Fond begrunder hun sit ønske om økonomisk støtte til en studierejse til Paris med, at hun ønsker at lære den amerikanske daguerreotypi at kende. Hun må have virket nogen tid som fotograf i København, inden hun etablerede sig med atelier 1857.
Thora Hallager var logiværtinde for selveste H.C. Andersen i to perioder: 1866-69, mens hun boede og havde atelier i Lille Kongensgade 1, i samme bygning som Café à Porta på Kongens Nytorv, og 1871-73, da hun var hans værtinde i Nyhavn 18. Den fotografibegejstrede digter blev ikke overraskende også fotograferet af hende. Det er Thora Hallagers portræt fra 1869 af Andersen, der blev gengivet på jubilæumsfrimærket fra 2005.